# P.A.替身女孩
《P.A.替身女孩》（P.A.）是赤石路代創作的少女漫畫，於1991年至1999年在漫畫雜誌《Petit comic》上連載，單行本全8集，特別篇1集。1998年改拍為真人版電視劇《PA私家女演員》（P.A.プライベート アクトレス）。

## 故事簡介
高中生小早川志緒是一名演員，但她並不在電視或銀幕上演出，而是受人委託，於現實生活中扮演各式各樣人物的私家女演員（Private Actress），從撐場面用的婚禮賓客，到企業家失散多年的女兒，沒有她扮演不了的角色，所涉及的各種案子，更比戲劇撲朔迷離。

## 主要角色
小早川志緒
本作主角，名演員永澤小百合的獨生女，繼承了母親的美貌及演戲天賦，是日青企劃公司旗下的替身演員與私家女演員。
永澤小百合
日本知名的女演員，與有婦之夫緒方正和外遇並生下志緒，對所有人－－包括緒方在內－－隱瞞志緒的身世。
第22話中臉部受傷因而引退。
羽村知臣
另一家公司的私家演員，後來與志緒成為情侶。
實際身分是羽村財閥老闆的私生子。
緒方正和
實力派演員。不顧已婚身分與永澤小百合外遇，是志緒的生父。

## 出版書籍
| 卷數   | 小學館         | 小學館             |
| 卷數   | 發售日期       | ISBN               |
| ------ | -------------- | ------------------ |
| 1      | 1992年1月25日  | ISBN 4-09-134201-9 |
| 2      | 1992年11月26日 | ISBN 4-09-134202-7 |
| 3      | 1993年12月15日 | ISBN 4-09-134203-5 |
| 4      | 1994年7月26日  | ISBN 4-09-134204-3 |
| 5      | 1994年12月13日 | ISBN 4-09-134205-1 |
| 6      | 1995年9月26日  | ISBN 4-09-134206-X |
| 7      | 1996年4月25日  | ISBN 4-09-134207-8 |
| 8      | 1997年3月19日  | ISBN 4-09-134208-6 |
| 特別篇 | 1999年2月24日  | ISBN 4-09-134209-4 |

文庫版
| 卷數   | 小學館         | 小學館             |
| 卷數   | 發售日期       | ISBN               |
| ------ | -------------- | ------------------ |
| 1      | 1998年11月17日 | ISBN 4-09-191172-2 |
| 2      | 1998年11月17日 | ISBN 4-09-191173-0 |
| 3      | 1999年1月16日  | ISBN 4-09-191174-9 |
| 4      | 1999年1月16日  | ISBN 4-09-191175-7 |
| 特別篇 | 2005年1月15日  | ISBN 4-09-191574-4 |

## 電視劇
1998年10月17日到12月12日於日本電視台系列的週六連續劇的頻道（每週六 21時～21時54分）進行放送。主演為榎本加奈子。
志緒親生父親的設定與原作差異甚大。1999年5月21日到6月21日一同發售全5卷的VHS和DVD。

### 演員列表
- 小早川志緒（演：榎本加奈子）
- 二階堂義孝（演：岩城滉一）
- 永沢さゆり（演：萬田久子）
- 江川真奈美（演：黒田福美）
- 羽村知臣（演：池内博之）
- 高村敬子（演：原千晶）
- 高円寺るい（演：加藤愛）
- 久保田亜美（演：森下涼子）
- 相田イサム（演：原田龍二）
- 早乙女もえ（演：酒井若菜）
- 十文字あや（演：槙野愛弓）
- 村上貴志（演：池田政典）
- 結城忠久（演：篠井英介）
- 笹本勇太（演：森廉）
- 田所なつき（演：野波麻帆）
- 川村雅江（演：結城しのぶ）
- 宗方ひろみ（演：喜多嶋舞）
- 宗方修造（演：勝部演之）
- 牧村杏（演：三浦理恵子）
- 葉村しずか（演：水野美紀）
- 響野鈴香（演：水川麻美）
- 三沢竜太郎（演：高知東生）
- 杉浦正人（演：大竹まこと）
- 杉浦遊人（演：天本英世）
- 千堂一馬（演：マイク真木）
- 町田環（演：角替和枝）
- 町田正春（演：デビット伊東）
- 大地瑠璃子（演：かとうかず子）
- 青木亘（演：羽場裕一）
- 森真紀子（演：森公美子）
- 香坂みさき（演：鰐淵晴子）
- 権藤徹　(演：加藤久仁彦)
- オープニングナレーション：赤坂泰彦

### 製作團隊
- 首席製片人：重松修
- 製作人：田中芳樹
- 原作：赤石路代
- 脚本：野依美幸
- 演出：佐藤東弥、金田和樹、萩野哲弘
- 音樂：小室哲哉
- 制作協力：5年D組
- 製作著作：日本電視台

### 主題曲
- 「Perfume of love」 globe

### 話數列表
| 集數                                          | 播放日期       | 副標題 | 演出     | 收視率 |
| --------------------------------------------- | -------------- | ------ | -------- | ------ |
| P.A.1                                         | 1998年10月17日 |        | 佐藤東弥 | 18.7%  |
| P.A.2                                         | 1998年10月24日 |        | 佐藤東弥 | 16.2%  |
| P.A.3                                         | 1998年10月31日 |        | 金田和樹 | 14.6%  |
| P.A.4                                         | 1998年11月7日  |        | 金田和樹 | 14.1%  |
| P.A.5                                         | 1998年11月14日 |        | 佐藤東弥 | 17.3%  |
| P.A.6                                         | 1998年11月21日 |        | 荻野哲弘 | 15.5%  |
| P.A.7                                         | 1998年11月28日 |        | 荻野哲弘 | 14.1%  |
| P.A.8                                         | 1998年12月5日  |        | 荻野哲弘 | 14.7%  |
| P.A.9                                         | 1998年12月12日 |        | 佐藤東弥 | 16.3%  |
| 平均收視率 15.7% （Video Research、關東地區） |                |        |          |        |